# Ewa Faryaszewska

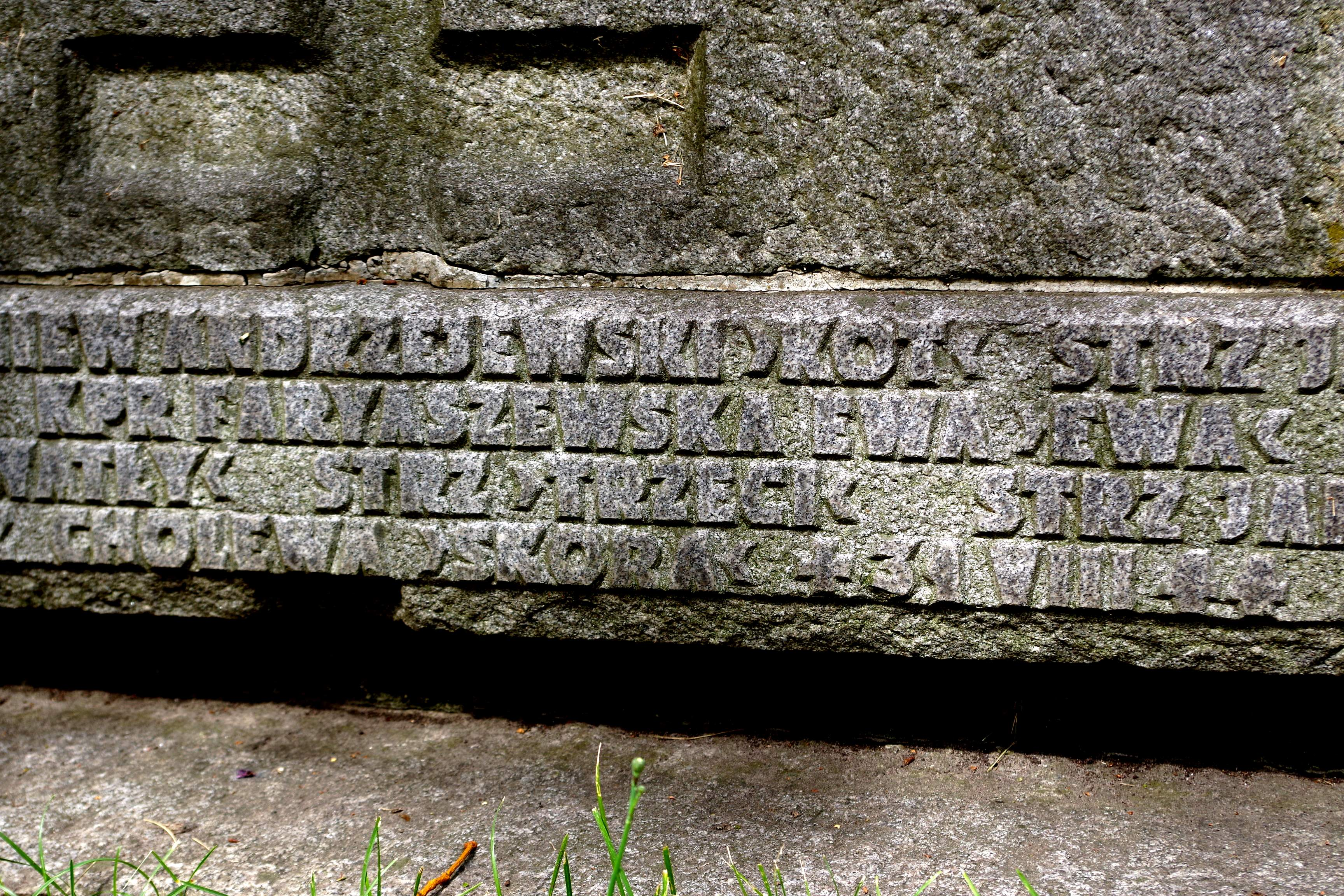
Grób Ewy Faryaszewskiej na cmentarzu Wojskowym na Powązkach w Warszawie

Ewa Faryaszewska (ur. 10 kwietnia 1920 w Dąbrowie Górniczej, zm. 28 sierpnia 1944 w Warszawie) – polska malarka i fotograficzka, kapral Armii Krajowej, autorka kolorowych fotografii z powstania warszawskiego.

## Życiorys
Urodziła się jako córka Ireny z domu Strokowskiej oraz inżyniera górniczego Konstantego Faryaszewskiego – dyrektora kopalni „Flora”. W 1938 roku po śmierci ojca osiadła wraz z matką i rodzeństwem w Warszawie, gdzie rozpoczęła naukę na Wydziale Malarstwa Akademii Sztuk Pięknych (ASP). Była wówczas również działaczką harcerską w ramach Chorągwi Warszawskiej.
Podczas II wojny światowej i okupacji niemieckiej działała w konspiracji niepodległościowej. Była łączniczką harcerskiego batalionu „Wigry”, Zgrupowania AK „Róg”.
Podczas powstania warszawskiego, Ewa Faryaszewska działała w wydziale odpowiedzialnym za ratowanie zabytków kultury narodowej w obrębie Starego i Nowego Miasta, dokumentując jednocześnie zniszczenia za pośrednictwem aparatu fotograficznego. Zmarła w wyniku ran odniesionych w powstaniu na Ulicy Krzywe Koło w Warszawie, 28 sierpnia 1944 roku.
Na wniosek Warszawskiego Oddziału Związku Historyków Sztuki i Kultury odznaczona pośmiertnie Medalem Zwycięstwa i Wolności.
Jej zdjęcia z powstania warszawskiego ukazały się w opublikowanej w 2014 roku nakładem Muzeum Warszawy książce Magdaleny Wróblewskiej pt. Fotografie ruin. Ruiny fotografii 1944–2014.
O Ewie Faryaszewskiej powstaje film w reżyserii Pauliny Kądzieli – studentki malarstwa na ASP we Wrocławiu.

## Wybrane prace

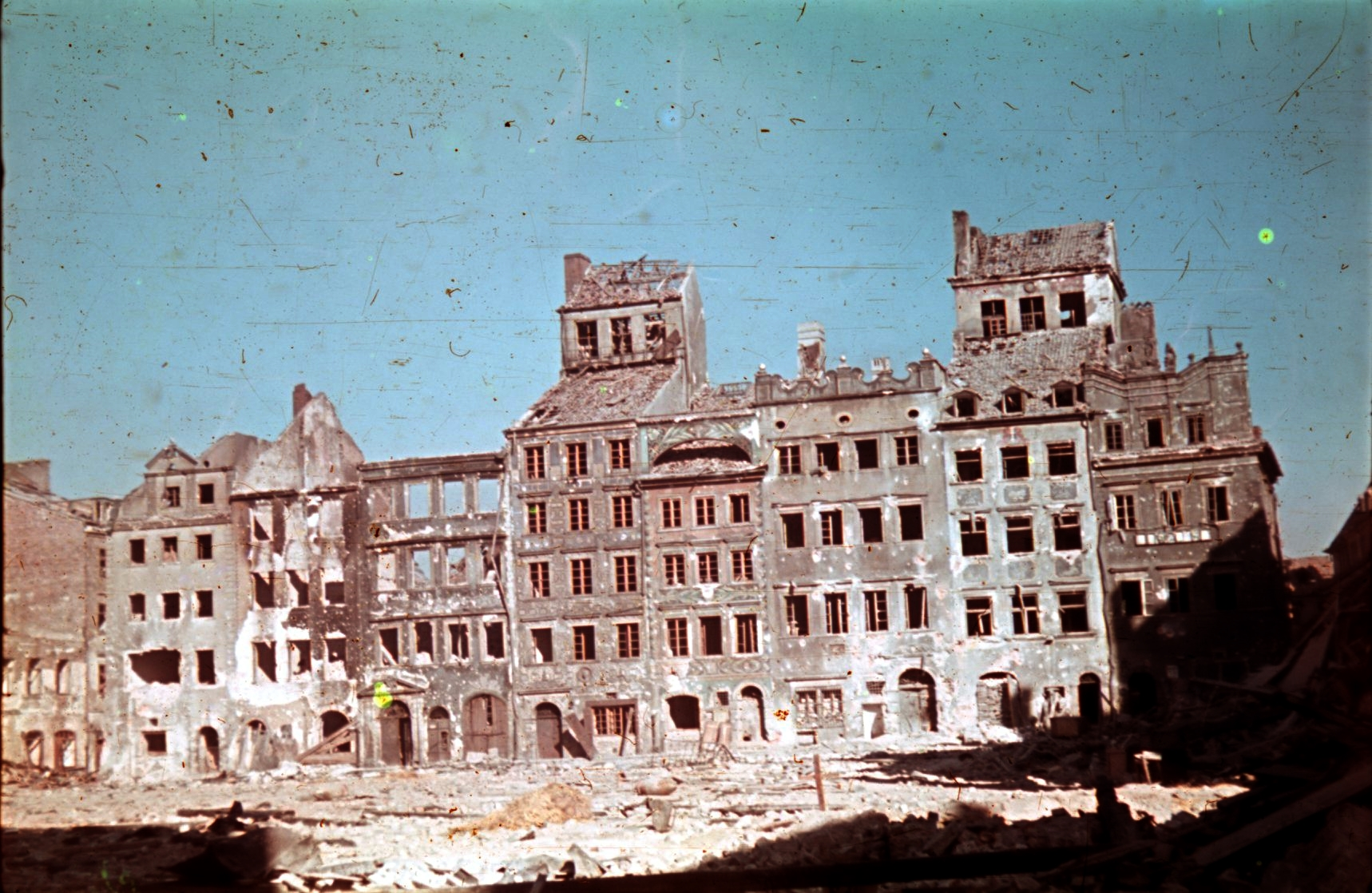
Rynek Starego Miasta
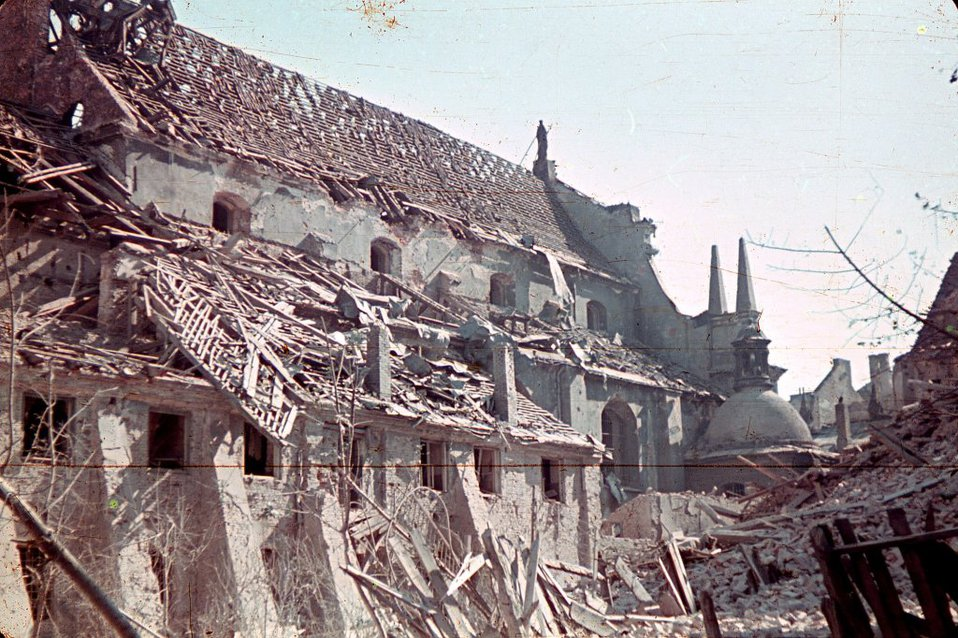
Kościół św. Jacka
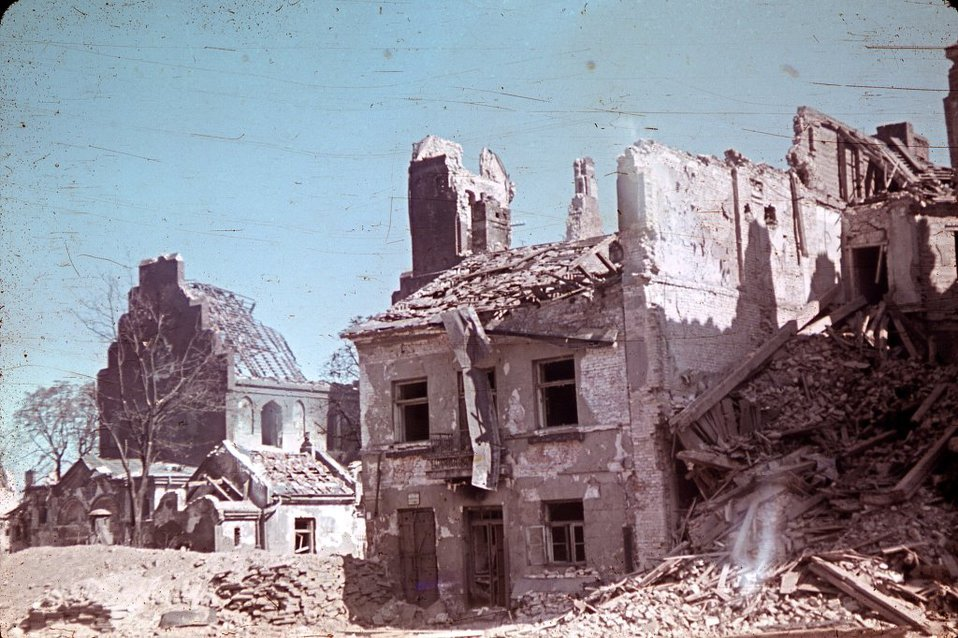
Rynek Nowego Miasta
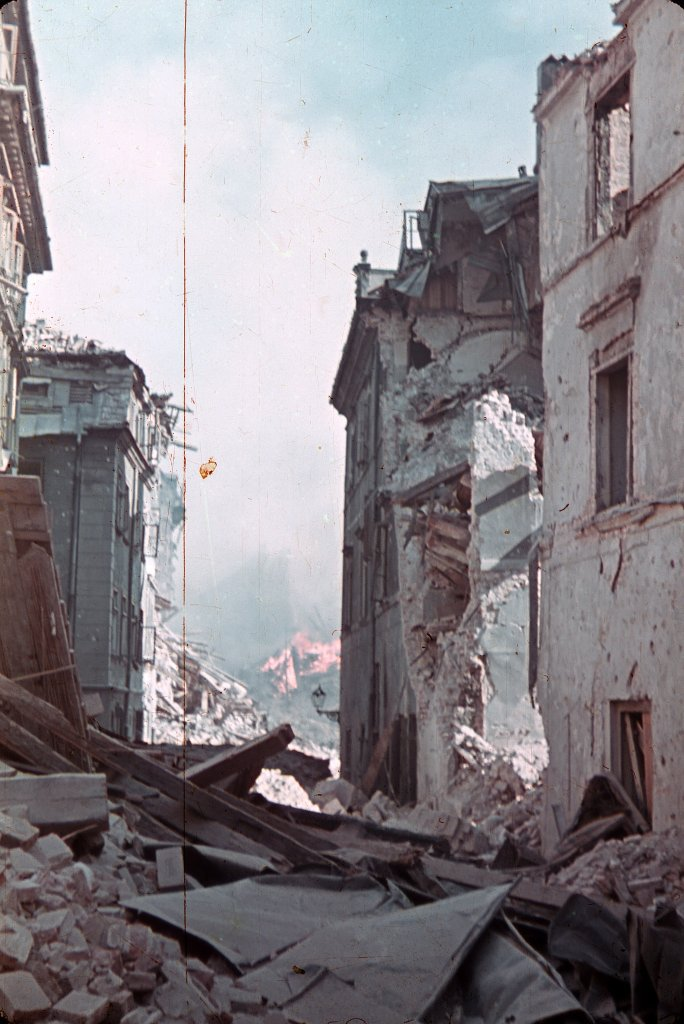
Ulica Krzywe Koło
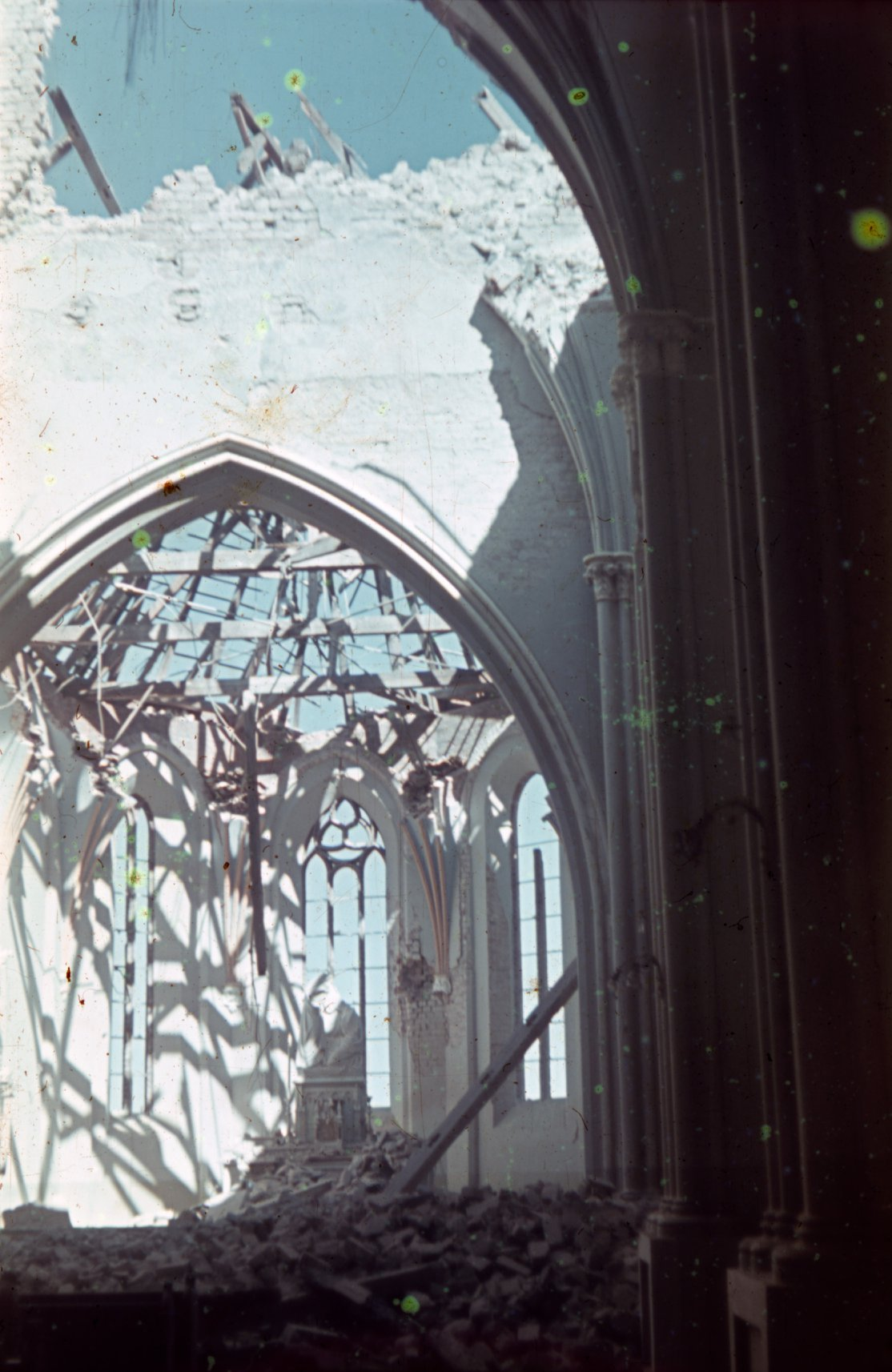
Kościół Nawiedzenia Najświętszej Marii Panny